# Ibrahim Cissé (iworyjski piłkarz)
Ibrahim Cissé (ur. 11 stycznia 1999 w Koun-Fao) – iworyjski piłkarz występujący na pozycji obrońcy we francuskim klubie Le Mans. Wychowanek RC Abidżan, w trakcie swojej kariery grał także w takich zespołach, jak Nice, Famalicão oraz Châteauroux.